# Iljaszew i Wspólnicy
Iljaszew i Wspólnicy (ukr. Ілляшев та Партнери) – ukraińska kancelaria prawna. Obsługuje sprawy z zakresu prawa korporacyjnego, podatkowego, bankowego i finansowego, prawa pracy, prawa morskiego, lotniczego, międzynarodowego prawa handlowego, jak również zajmuje się arbitrażem międzynarodowym.

## Historia
Założona w 1997 roku w Kijowie. W 1999 r. znalazła się na liście 50 wiodących firm prawniczych na Ukrainie. W tym samym roku zostało otworzone biuro w Charkowie.
W 2006 roku wspólnikiem firmy został Maksym Kopejczikow (1977-2016).
W 2013 r. otwarto biuro w Dnieprze, w 2014 r. w Symferopolu (zamknięte w 2022), w 2015 r. w Moskwie (zamknięte w 2022), w 2016 r. w Tallinie, a w 2019 r. w Odessie.
Firma zaczęła przyjmować płatności w bitcoinach.
W październiku 2019 r., wraz z otwarciem biura w Odessie, kancelaria Iljaszew i Wspólnicy stała największą pod względem liczby oddziałów firmą prawniczą na Ukrainie.
Od stycznia 2022 r. jest reprezentowana na Ukrainie, i w Estonii.

## Wybrane sprawy
Klientem kancelarii jest Przedsiębiorstwo Państwowe „Antonow”. W 2003 roku kancelaria była zaangażowana w uwolnienie ukraińskich samolotów An-124-100 („Ruslan”) Awialinii Antonow z aresztu w Kanadzie i Belgii. Samoloty powróciły na Ukrainię po 19 miesiącach postępowania sądowego.
W 2007 r. kancelaria była zaangażowana w postępowanie upadłościowe firmy stoczniowej „More” w Teodozji, a także doradzała firmie Antonow w procesie zawierania kontraktu z NATO o wartości 600 mln USD.
Zespół ds. Handlu Międzynarodowego Iljaszew i Wspólnicy broni interesów handlowych i gospodarczych Ukrainy w sporze między Ukrainą a Unią Europejską w sprawie tymczasowego zakazu eksportu surowego drewna (drewna okrągłego). To pierwszy spór w ramach umowy stowarzyszeniowej między Ukrainą a UE. 

## Rankingi
W latach 2016–2020 kancelaria znalazła się wśród 3 najlepszych kancelarii prawnych na Ukrainie według tamtejszej Gazety Prawnej (Юридична газета).
Kancelaria prawna 2021 na Ukrainie w zakresie handlu międzynarodowego.